# Undiscovered (album James Morrison)
Undiscovered è l'album di debutto del cantautore inglese James Morrison, pubblicato nel Regno Unito il 31 luglio 2006. Nella sua prima settimana l'album ha venduto 84,611 album nel Regno Unito. È stato certificato disco d'oro in Australia e Nuova Zelanda e disco di platino in UK. Il primo singolo dell'album è stato You Give Me Something. Alla fine dell'album il disco ha venduto 847,135 copie in UK, portando le sue vendite totali a più di un 1 000 000 nel 2007.

## Tracce
| #   | Titolo                       | Autori                                       | Durata |
| --- | ---------------------------- | -------------------------------------------- | ------ |
| 1.  | Under the Influence          | James Morrison, Jimmy Hogarth, Steve McEwan  | 4:07   |
| 2.  | You Give Me Something        | James Morrison, Eg White                     | 3.33   |
| 3.  | Wonderful World              | James Morrison, Eg White                     | 3:30   |
| 4.  | The Pieces Don't Fit Anymore | James Morrison, Martin Brammer, Steve Robson | 4:17   |
| 5.  | One Last Chance              | James Morrison, Tim Kellett, Kevin Andrews   | 4:47   |
| 6.  | Undiscovered                 | James Morrison, Martin Brammer, Steve Robson | 3:29   |
| 7.  | The Letter                   | James Morrison, Wayne Hector, David Frank    | 3.14   |
| 8.  | Call the Police              | James Morrison, Eg White                     | 3:46   |
| 9.  | This Boy                     | James Morrison, Tim Kellett                  | 3:54   |
| 10. | If the Rain Must Fall        | James Morrison, Martin Terefe                | 4:05   |
| 11. | The Last Goodbye             | James Morrison, Jimmy Hogarth, Steve McEwan  | 5:12   |

UK track listing
| #   | Titolo           | Autori                                      | Durata |
| --- | ---------------- | ------------------------------------------- | ------ |
| 11. | How Come         | James Morrison                              | 3:26   |
| 12. | The Last Goodbye | James Morrison, Jimmy Hogarth, Steve McEwan | 5:12   |
| 13. | Better Man       | James Morrison                              | 3:52   |

U.S. track listing
| #   | Titolo                       | Autori                                       | Durata |
| --- | ---------------------------- | -------------------------------------------- | ------ |
| 1.  | Under the Influence          | James Morrison, Jimmy Hogarth, Steve McEwan  | 4:07   |
| 2.  | You Give Me Something        | James Morrison, Eg White                     | 3.33   |
| 3.  | Wonderful World              | James Morrison, Eg White                     | 3:30   |
| 4.  | The Pieces Don't Fit Anymore | James Morrison, Martin Brammer, Steve Robson | 4:17   |
| 5.  | One Last Chance              | James Morrison, Tim Kellett, Kevin Andrews   | 4:47   |
| 6.  | Undiscovered                 | James Morrison, Martin Brammer, Steve Robson | 3:29   |
| 7.  | The Letter                   | James Morrison, Wayne Hector, David Frank    | 3.14   |
| 8.  | Call the Police              | James Morrison, Eg White                     | 3:46   |
| 9.  | This Boy                     | James Morrison, Tim Kellett                  | 3:54   |
| 10. | Better Man                   | James Morrison, Martin Terefe                | 3:52   |
| 11. | The Last Goodbye             | James Morrison, Jimmy Hogarth, Steve McEwan  | 5:12   |

## Classifiche
| Paese             | Posizione più alta |
| ----------------- | ------------------ |
| Australia         | 17                 |
| Austria           | 14                 |
| Belgio (Fiandre)  | 28                 |
| Belgio (Vallonia) | 15                 |
| Danimarca         | 6                  |
| Francia           | 9                  |
| Germania          | 13                 |
| Italia            | 16                 |
| Norvegia          | 14                 |
| Nuova Zelanda     | 4                  |
| Paesi Bassi       | 5                  |
| Portogallo        | 17                 |
| Regno Unito       | 1                  |
| Stati Uniti       | 24                 |
| Svezia            | 10                 |
| Svizzera          | 15                 |